# Оберн (Индиана)

Оберн (англ. Auburn) — город и административный центр округа Де-Калб в штате Индиана в Соединённых Штатах Америки.
Согласно данным переписи населения США 2020 года число жителей города 
составляло 13 412 человек, что заметно больше, чем было во время предыдущей переписи проводившейся в 2010 году (12 731 человек).

## История
Оберн был основан в 1836 году Уэсли Парком (1811–1868) в 20 милях (32 км) к северу от Форт-Уэйна в Северной Индиане.

## География
Согласно данным Бюро переписи населения США, общая площадь города составляет 7,10 квадратных миль (18,4 км2), вся эта территория приходится на сушу.

## Климат
В Оберне типичная континентальная погода с очень теплым летом и очень холодной зимой. Средняя температура января составляет 31,4 °F (−0,3 °C), а средняя температура июля составляет 83,9 °F (28,8 °C). В среднем 13,1 дня с максимальной температурой 90 °F (32 °C) или выше и в среднем 136,8 дней с минимальной температурой 32 °F (0 °C) или ниже. Рекордно высокая температура составила 106 °F (41 °C) 26 июня 1988 года. Рекордно низкая температура составила −24 °F (−31 °C) 21 января 1984 года.
Среднегодовое количество осадков в Оберне составляет 35,47 дюймов (901 мм). Самым дождливым месяцем обычно является июнь, со средним значением 4,17 дюйма (106 мм). Самым дождливым годом был 1985 год с 43,50 дюйма (1105 мм), а самым сухим годом был 1964 год с 19,93 дюйма (506 мм). Наибольшее количество осадков за один месяц было 9,65 дюйма (245 мм) в июне 1981 года. Наибольшее количество осадков за 24 часа было 3,85 дюйма (98 мм) 20 августа 1904 года. Среднее количество снега составляет 32,4 дюйма (820 мм) каждый год. Самым снежным сезоном был 1981–82 гг., когда выпало 67,5 дюймов (1710 мм), включая 30,0 дюймов (760 мм) в январе 1982 года. Наибольшее количество снега за 24 часа выпало 26 января 1978 года и составило 14,0 дюймов (360 мм).